# Freya Tingley
Freya Tingley, född 26 mars 1994 i Australien, är en australisk skådespelare.
Hon gör rollen som Christina Wendall i Hemlock Grove och Wendy Darling i en gästroll i Once Upon a Time.